# Schibsted
Schibsted — один из крупнейших медиаконгломератов Скандинавии. Основан в 1839 году. Ведёт бизнес в 20 странах. Более 8300 сотрудников. Прибыль в 2018 году составила 2 млрд долларов США (18,059 млрд норвежских крон).

## Основные проекты
- «20 minutes» — бесплатная ежедневная газета: 1-е место в Испании и 2-е во Франции)
- «Aftenposten» — самая крупная утренняя газета в Норвегии
- Несколько крупнейших Интернет-порталов в Норвегии: Aftenposten.no, Finn.no и Forbruker.no
- «VG» (Verdens Gang) — самый крупный таблоид в Норвегии + крупнейший Web-портал
- «Aftonbladet» (Швеция) — крупнейшая газета Северной Европы, а также самый крупный новостной сайт в Интернете — Aftonbladet.se
- «Svenska Dagbladet» (Швеция) — газета и Интернет-версия
- «Kufar.by» — крупнейшая доска частных объявлений (Беларусь). Проект международного медийного концерна Schibsted, который работает на рынке Беларуси с 2011 года. На сегодняшний день проект Куфар является одним из крупнейших и наиболее быстро и динамично развивающихся ресурсов Байнета (3-й по посещаемости).
- «Bergens Tidende» — новостная компания (Норвегия)
- Fædrelandsvennen — новостное агентство (Норвегия)
- «Trader Classified Media» — крупный проект в Европе и Латинской Америке по classifieds (газеты + Web + SMS + телефон)
- Tv.nu — ТВ-платформа
- «Klart» — сервис прогноза погоды (Швеция)
- Mötesplatsen — сервис знакомств (Норвегия)
- ТВ и киностудии в Скандинавии
- Книги и журналы